# Lublen
Lublen (bułg. Люблен) – wieś w Bułgarii, w obwodzie Tyrgowiszte, w gminie Opaka. Według danych szacunkowych Ujednoliconego Systemu Ewidencji Ludności oraz Usług Administracyjnych dla Ludności, 15 grudnia 2018 roku miejscowość liczyła 508 mieszkańców.